# L'Anneau du Nibelung (bande dessinée)
Pour les articles homonymes, voir L'Anneau du Nibelung et L'Anneau des Nibelungen.
L'Anneau du Nibelung est une série de bande dessinée, adaptée de la tétralogie de Wagner. Les textes sont de Numa Sadoul, d'après Richard Wagner, et les dessins sont de France Renoncé. La série est publiée en quatre volumes, de 1982 à 1984, aux éditions Dargaud.

## Historique
Le long poème - livret de l'Anneau du Nibelung, l'opéra de Wagner, est traduit par Numa Sadoul pour une adaptation en bande dessinée. France Renoncé commence en 1976 à en réaliser les dessins,. Le lettrage est de François Bruel, qui reçoit pour cela le grand prix du graphisme en 1985.
Six ans après le début de la réalisation, le premier album, L'Or du Rhin, paraît en 1982, suivi par La Walkyrie, puis par Siegfried et enfin par Le crépuscule des Dieux, publié en 1984. Les albums sont édités par Dargaud,. Wolfgang Wagner, directeur du Festival de Bayreuth et petit-fils du compositeur, en écrit la préface.

## Accueil critique

### Jugements sur la série
Selon Henri Filippini, cette adaptation est un « fameux défi », mais un « pari pourtant réussi ». Il représente la première traduction de l'œuvre en français moderne. Numa Sadoul réussit l'adaptation au grand public, et France Renoncé « réalise une véritable performance, variant les mises en scène, jouant avec la couleur, explosant véritablement d'une page à l'autre ». Il estime que cette « œuvre forte, originale et unique » est sans équivalent dans la bande dessinée « tant elle joue avec et contre ses règles habituelles ».

### Prix
La série est récompensée dès le premier volume, avec le prix de la ville de Paris et celui de la ville de Nice, en 1982. Le grand prix du graphisme est attribué en 1985 à François Bruel pour le lettrage, réalisé à la plume sergent-major, en écriture Garamond sophistiquée.

### Expositions
Une exposition est organisée à Bayreuth en juillet 1983, pour le centenaire de la mort de Wagner, avec une quarantaine de planches de France Renoncé. Une autre exposition a lieu ensuite à l'opéra de Paris.

## Albums
- L'Anneau du Nibelung, d'après Richard Wagner, textes de Numa Sadoul, dessins de France Renoncé, lettrage de François Bruel, Dargaud, collection « Histoires Fantastiques » :
  - L'Or du Rhin, février 1982, 76 planches  (ISBN 2-205-01925-2) ;
  - La Walkyrie,  octobre 1982  (ISBN 2-205-02245-8) – Médaille d'or de la Ville de Nice au Festival du livre 1982, Grand prix de la Ville de Paris 1982 ;
  - Siegfried, mai 1983  (ISBN 2-205-02455-8) ;
  - Le Crépuscule des dieux, novembre 1984  (ISBN 2-205-02536-8).